# Grisollea thomassetii
Grisollea thomassetii är en tvåhjärtbladig växtart som beskrevs av William Botting Hemsley. Grisollea thomassetii ingår i släktet Grisollea och familjen Icacinaceae. Inga underarter finns listade i Catalogue of Life.